# Medozvěstkovití
Medozvěstkovití (Indicatoridae) je čeleď ptáků z řádu šplhavců z tropických oblastí subsaharské Afriky a jižní Asie. Všichni zástupci čeledi se označují shodným rodovým jménem medozvěstka. Medozvěstky dostaly své jméno po medozvěstce křiklavé, která je známá tím, že vodí lidi ke včelím úlům, aby po vybrání medu člověkem hodovala na larvách a včelím vosku. Jedná se o obligátní hnízdní parazity.

## Popis
Jedná se o malé ptáky převážně nenápadně zbarveného opeření (s výjimkou dvou druhů), které hraje šedavými, olivově zelenými, hnědými, černými a bílými odstíny s občasnými žlutými místy. Většina mědozvěstek má tupý krátký zobák a dlouhá úzká křídla. Délka těla dosahuje kolem 10–20 cm, váha se pohybuje od 9–62 g. Pohlavní dimorfismus je patrný jen u třech druhů (mj. medozvěstka lyroocasá a křiklavá). Ocas bývá dlouhý, často s výraznějšími pruhy, které hrají roli při námluvách. Nohy a běháky jsou silné a drápy ostré a dlouhé, což ptákům umožňuje bez problémů šplhat po kůře stromů. Stejně jako u ostatních šlphavců, dva prsty směřují dopředu a dva dozadu.

## Rozšíření a stanoviště
Většina druhů se vyskytuje v tropických oblastech subsaharské Afriky, pouze dva druhy obývají tropy jižní Asie. Stanoviště druhu jsou různá od hustých pralesních podrostů přes galeriový les, druhotný les a otevřené travnaté savany s pouze občasnými stromy.

## Biologie
Medozvěstky dostaly svůj název po medozvěstce křiklavé, u které bylo pozorováno, že vodí lidi k včelím úlům. Jakmile se člověk dostane k medu, medozvěstky se vrhnou na včelí larvy a vosk. Toto chování medozvěstek využívají někteří sběrači medu v Africe. Medozvěstky jsou jedinými známými obratlovci, kteří dokáží strávit včelí vosk. Některé druhy se neživí voskem včel, ale voskem červců (Coccoidea). Vedle vosku pojídají různorodý hmyz, pavouky a ovoce. Mezi pojídaný hmyz patří hlavně včely, vosy, mravenci, termiti a housenky (zvláště zavíječů (Galleria), kteří parazitují na včelích úlech). V některých zdrojích se objevuje, že medozvěstky vodívají k včelím hnízdům i medojedy, to nicméně nebylo prokázáno. S výjimkou zástupců rodu Prodotiscus mají medozvěstky zesílenou kůži, která jim pomáhá odolat včelím bodnutím, nicméně i tak jsou známy případy, kdy rozvášněný roj včel usmrtil medozvěstku.
Vedle unikátního způsobu krmení mají medozvěstky i zvláštní druh rozmnožování. Jedná se o obligátní hnízdní parazity, tzn. hnízdní parazitismus je jejich jediný možný způsob rozmnožování. Počet hostitelských druhů je poměrně velký, většinou se jedná o jiné šplhavce hnízdící v dutinách jako jsou datli. Některé druhy (medozvěstka menší) mohou naklást i 20 vajec za jedinou hnízdní sezónu (na každé hostitelské hnízdo jedno vejce). Kladení vejce do hostitelského hnízda může trvat pouze několik vteřin a samice medozvěstky při něm může zobákem proklovnout hostitelská vejce, aby se tak zbavila konkurence svých potomků. Pokud vejce neproklovne nebo nějaké opomene, může to udělat její potomek po vyklubání. Ptáčata medozvěstek mívají pro tento účel zvláště zaostřené zobáky.
Většina druhů je stále poměrně hojná a pouze některé druhy jsou na pokraji ohrožení. V budoucnu se však očekává, že bude medozvěstek ubývat s tím, jak bude pokračovat odlesnění jihoasijských a afrických pralesů.

## Systematika
Čeleď poprvé popsal William John Swainson v roce 1837. Čeleď zahrnuje 4 rody s následujícími zástupci:
- rod Indicator
  - medozvěstka skvrnitá, Indicator maculatus
  - medozvěstka šupinkohrdlá, Indicator variegatus
  - medozvěstka křiklavá, Indicator indicator
  - medozvěstka malajská, Indicator archipelagicus
  - medozvěstka menší, Indicator minor
  - medozvěstka tlustozobá, Indicator conirostris
  - medozvěstka Willcocksova, Indicator willcocksi
  - medozvěstka vousatá, Indicator exilis
  - medozvěstka trpasličí, Indicator pumilio
  - medozvěstka bledobřichá, Indicator meliphilus
  - medozvěstka himálajská, Indicator xanthonotus
- rod Melichneutes
  - medozvěstka lyroocasá, Melichneutes robustus
- rod Melignomon
  - medozvěstka žlutonohá, Melignomon eisentrauti
  - medozvěstka Zenkerova, Melignomon zenkeri
- rod Prodotiscus
  - medozvěstka nejmenší, Prodotiscus insignis
  - medozvěstka zelenohřbetá, Prodotiscus zambesiae
  - medozvěstka hnědohřbetá, Prodotiscus regulus